# 比爾克內斯
比爾克內斯（挪威語：Birkenes）是挪威阿格德爾郡的一個市镇，行政中心为比爾克蘭村。市镇面积为637平方公里，人口数量为5,226人（2020年），人口密度为每平方公里8.8人。